# Izakaya

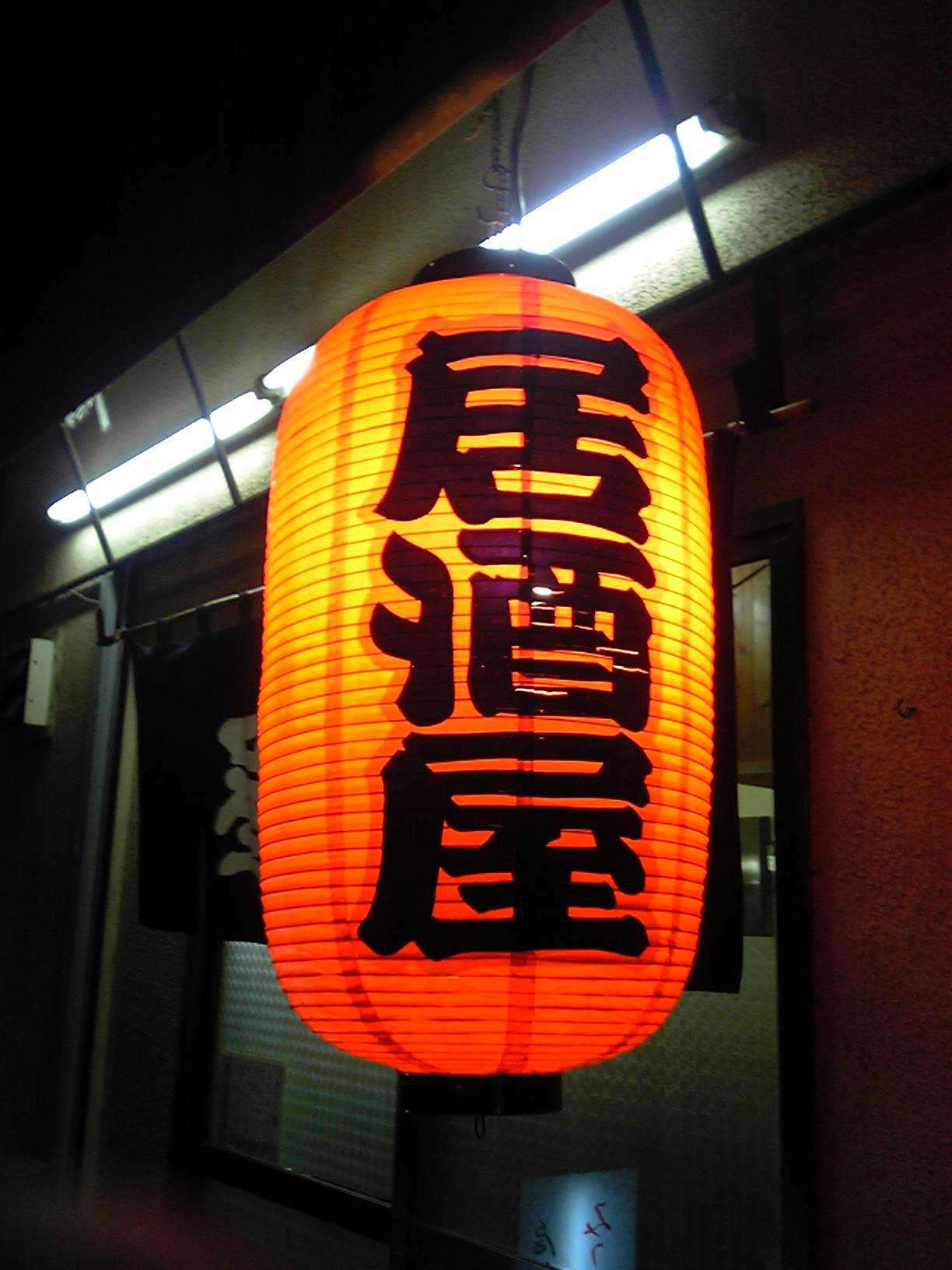
Latenra akachōchin no lado de fora de um izakaya (os caracteres dizem "izakaya").

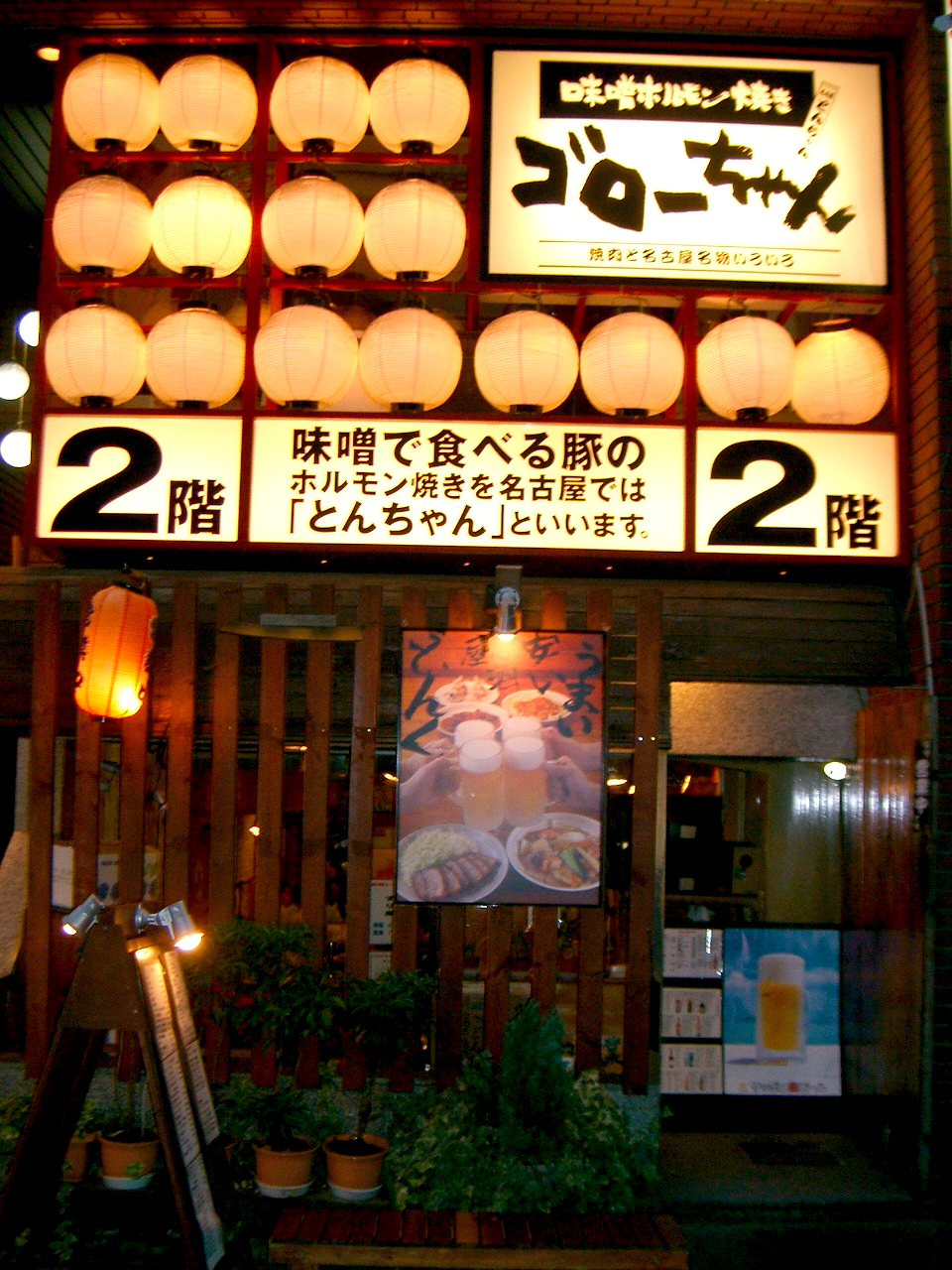
Izakaya em Higashi Kōenji.

Um izakaya (居酒屋) é um tipo de bar japonês que também serve alimentos para acompanhar as bebidas. A comida servida nestes locais costuma ser mais substancial do que a que é oferecidas em outros estabelecimentos do gênero no país, como bares normais ou snack bars.
São lugares populares e casuais para encontros após o horário de trabalho.

## Etimologia
O nome "izakaya" é uma palavra composta de "i" ("sentar") e "sakaya" ("loja de saquê"), o que mostra sua origem como estabelecimentos que vendiam bebidas alcoólicas e permitiam que os clientes se sentassem em suas dependências para bebê-las.
Os izakayas por vezes são chamados de akachōchin ("lanterna vermelha") em conversas cotidianas, devido às lanternas de papel que tradicionalmente são penduradas na frente destes estabelecimentos.

## Etiqueta
Dependendo do izakaya, os clientes costumam se sentar sobre um tatame, e a comida é servida sobre mesas baixas, no estilo tradicional japonês, ou em cadeiras e mesas. Diversos izakayas oferecem ao cliente a possibilidade de escolher entre os dois, ou sentar-se no balcão.
Geralmente o cliente recebe um oshibori (toalha molhada) para limpar suas mãos; em seguida um otoshi (otōshi, termo usado na região de Kanto; na região de Kansai, o termo é tsukidashi), pequenas porções ou aperitivos destinados a acompanhar a bebida. É uma tradição local, e geralmente é cobrada na conta em lugar de uma taxa de entrada ou couvert.
O cardápio pode estar sobre a mesa ou pendurado nas paredes; os pratos e bebidas são pedidos ao longo do período em que o cliente estiver no local; ao contrário de outras práticas da culinária japonesa, os pratos costumam ser divididos por todos na mesa.
Entre alguns dos formatos mais comuns de refeições em izakayas no Japão estão o nomihodai ("tudo o que você puder beber") e tabehodai ("tudo o que você puder comer"). Estes formatos são especialmente populares em izakayas de grandes cadeias; por determinado preço, os clientes podem continuar a pedir tanta comida ou bebida quanto quiserem, geralmente durante um período de duas ou três horas.

## Cardápio
Cada izakaya tem suas peculiaridades e variedade, porém alguns itens costumam estar disponíveis na maior parte deles:

### Bebidas alcoólicas
- Saquê (nihonshu)
- Cerveja (biiru)
- Shochu (shōchū)
- Coqueteis
  - Sour mix (sawaa)
  - Chuhai
- Vinho
- Whisky

### Pratos
A comida servida em izakayas costuma ser mais substancial do que tapas ou mezze. Diversos destes itens devem ser compartilhados:
- Yakitori - espetos de frango grelhado
- Kushiyaki - carne grelhada ou espetos de legumes
- Sashimi - fatias de peixe cru
- Karaage - frango frito
- Edamame - grãos de soja fervidos e salgados
- Tofu
  - Hiyayakko - tofu macio frio com diversas coberturas
  - Agedashi tofu - tofu frito servido com um caldo
- Tsukemono - picles

Pratos feitos de arroz, como o ochazuke, e com massas, com o yakisoba, por vezes são consumidos ao fim das refeições, para encerrar a sessão de bebidas - já que não é costume japonês consumir pratos de arroz ou massas (shushoku, "alimentos principais") juntamente com bebidas alcoólicas, já que o saquê, feito a partir da arroz, tradicionalmente substitui este alimento na refeição.

## Tipos de izakaya
Os izakayas tradicionalmente eram locais simples, frequentados apenas por homens que se reuniam após o horário de trabalho para beber saquê e cerveja. Atualmente, no entanto, cada vez mais estes locais vem sendo frequentado por mulheres e estudantes, e passaram a servir diferentes tipos de bebidas, como coquetéis e vinhos, bem como adotando decorações mais modernas.
- Grandes cadeias de izakayas se tornaram populares na década de 1980; geralmente são grandes e oferecem uma seleção extensa de comidas e bebidas, permitindo a reunião de grupos grandes e, por vezes, barulhentos.

- Yakitori-ya são especializados em yakitori; os espetos podem ser grelhados na frente dos clientes.

- Robatayaki são locais em que os clientes se sentam em torno de uma lareira ou outra fonte de calor, sobre a qual os chefs grelham frutos do mar e legumes. Os ingredientes frescos são mostrados para os clientes, que então indicam aqueles que querem pedir.

- Estabelecimentos especializados em oden são chamados de oden-ya; geralmente têm o formato de barracas de rua com assentos, populares durante o inverno.

- O termo akachōchin ("lanterna vermelha"), frequentemente usado para descrever todos os izakayas, é mais utilizado nos dias de hoje para se referir a um izakaya de pequeno porte, que não pertença a alguma grande cadeia.